# Gerhard Schildt
Gerhard Schildt, né le 5 août 1937 à Teterow et mort le 29 août 2023 à Brunswick, est un historien allemand.

## Biographie
Gerhard Schildt étudie l'histoire et l'allemand aux universités de Fribourg et de Marbourg. L'un de ses professeurs universitaires est Gerhard Ritter. En novembre 1964, il obtient son doctorat à Fribourg. Le sujet est Le Groupe de Travail Nord-Ouest. Enquêtes sur l'histoire du NSDAP 1925/26. En 1967, Schildt devient rédacteur en chef d'un éditeur. En 1970, il s'installe à l'Université technique de Brunswick. Ses recherches portent sur l'histoire sociale des XIXe et XXe siècles, l'histoire régionale de Brunswick et l'histoire générale du monde. Il s'habilite à l'Université technique de Brunswick en 1983 avec le travail journalier, compagnon, ouvrier. Histoire sociale des ouvriers préindustriels et industriels de Brunswick, 1830–1880. Jusqu'à sa retraite en 2002, il enseigne comme professeur auxiliaire à Brunswick.
Schildt écrit plusieurs articles biographiques pour le Braunschweigisches Biographisches Lexikon, y compris ceux sur les ducs Frédéric-Guillaume, Charles II et Charles-Guillaume-Ferdinand.

## Travaux
- Die Arbeitsgemeinschaft Nord-West. Untersuchungen zur Geschichte der NSDAP 1925/26. Phil. Diss. Ms. Freiburg i. Br. 1964.
- Europa. Illustrierte Geschichte unseres Kontinents. Fackelverlag, Stuttgart 1975, (OCLC 74403946).
- Wachstum und Stagnation der sozialen Mobilität im 19. und 20. Jahrhundert. Überlegungen zu mobilitätsfördernden und -hemmenden Faktoren. In: Kölner Zeitschrift für Soziologie und Sozialpsychologie. 29, 1977, S. 702–730.
- Heinrich der Löwe im Geschichtsbild des 19. und 20. Jahrhunderts. In: Wolf-Dieter Mohrmann (Hrsg.): Heinrich der Löwe. Göttingen 1980, S. 466–489.
- Wem gehört der Burglöwe zu Braunschweig? (= Arbeitsberichte aus dem Städtischen Museum Braunschweig. Band 46). Städtisches Museum Braunschweig, Braunschweig 1984.
- Tagelöhner, Gesellen, Arbeiter. Sozialgeschichte der vorindustriellen und industriellen Arbeiter in Braunschweig 1830–1880 (= Industrielle Welt. Band 40). Klett-Cotta, Stuttgart 1986,  (ISBN 3-608-91256-8).
- Geschichte Europas. Westermann, Braunschweig 1988,  (ISBN 3-07-509037-9).
- Aufbruch aus der Behaglichkeit. Deutschland im Biedermeier 1815–1847. Westermann, Braunschweig 1989,  (ISBN 3-07-509038-7).
- Landbevölkerung und Revolution. Zur Ursache der Niederlage der Revolution von 1848 in Preußen. In: Geschichte in Wissenschaft und Unterricht (de). 43, 1992, S. 290–302.
- Frauenarbeit im 19. Jahrhundert (= Frauen in Geschichte und Gesellschaft. Band 27). Centaurus, Pfaffenweiler 1993,  (ISBN 3-89085-795-7).
- Die Arbeiterschaft im 19. und 20. Jahrhundert (= Enzyklopädie deutscher Geschichte (de). Band 36). Oldenbourg, München 1996,  (ISBN 3-486-55012-8).
- Braunschweig. Die Geschichte einer agrarisch geprägten Region. Landbuch, Hannover 1997,  (ISBN 3-7842-0549-6).
- Bismarck. Der Ehrenbürger der Stadt Braunschweig im Widerstreit (= Kleine Schriften des Stadtarchiv Braunschweig. Band 34). Öffentliche Bücherei Braunschweig, Braunschweig 1999.
- zusammen mit Horst-Rüdiger Jarck (Hrsg.): Die Braunschweigische Landesgeschichte. Jahrtausendrückblick einer Region. Appelhans, Braunschweig 2000,  (ISBN 3-930292-28-9).
- Zur nationalen Differenzierung in der neuzeitlichen Dynamik Europas. Eine quantitative Untersuchung. In: Zeitschrift für Weltgeschichte (de) 13, 2012, S. 159–189.
- mit Hu Kai: Das moderne China. 19. und 20. Jahrhundert (= Reclams Universal-Bibliothek. Band 17075). Reclam, Stuttgart 2014,  (ISBN 978-3-15-017075-5).

## Co-rédaction
- zusammen mit Horst-Rüdiger Jarck (Hrsg.): Die Braunschweigische Landesgeschichte (de). Jahrtausendrückblick einer Region. Appelhans, Braunschweig 2000,  (ISBN 3-930292-28-9).